# Phelsuma barbouri
Espèce
Statut de conservation UICN

 LC  : Préoccupation mineure
Statut CITES
Phelsuma barbouri est une espèce de geckos de la famille des Gekkonidae.

## Répartition
Cette espèce est endémique de Madagascar. Elle se rencontre dans les hauts plateaux du centre-Est de l'île.

## Habitat
Son biotope se caractérise par une végétation plutôt réduite, composé de broussailles et d'arbustes, contrairement à de nombreuses autres zones de cette île, plutôt boisées. Les températures y sont élevées le jour et relativement froides la nuit.

## Description
Ce gecko mesure jusqu'à 150 mm. Il est brun et vert-crème, ces couleurs forment des lignes dans la longueur du corps. Ces lignes sont irrégulières et parsemées de points et ondulations. La couleur générale tend au vert pâle sur la queue.
Il est l'un des rares geckos de ce genre à être terrestre et non arboricole du fait de son biotope caractérisé par une végétation réduite.

## Alimentation
Son alimentation se compose d'insectes et de fruits mûrs.

## Étymologie
Cette espèce est nommée en l'honneur de Thomas Barbour.

## Publication originale
- Loveridge, 1942 : Revision of the Afro-Oriental geckos of the genus Phelsuma. Bulletin of The Museum of Comparative Zoology, vol. 89, p. 438-481 (texte intégral).